# Frank Erichsen
Frank Ladegaard Erichsen (født 30. september 1983 i Bevtoft) er en dansk tv-personlighed, bonde, foredragsholder og forfatter. Han er kendt fra DR-programmet Bonderøven (2008-nu), hvor han fortæller og udlever sin drøm om selvforsyning på sin gård, Kastaniegaarden, i Revn ved Grenaa på Djursland.
Hans program er blevet DR2's største succes nogensinde, og det flyttede til DR1 i 2011 som følge af succesen. Det er siden blevet produceret i over 20 sæsoner. Han har udgivet to bøger om selvforsyning.

## Opvækst og uddannelse
Frank Erichsen voksede op i Agerskov i Sønderjylland. Som ti-årig fik han sit eget jordlod, som han kunne dyrke. Som 11-årig faldt han over John Seymours bog Håndbog i Selvforsyning, og han var allerede på dette tidspunkt interesseret i selvforsyning og landbrug. Han var også meget betaget af Søren Ryges programmer.
| Citat | "Når jeg så Søren Ryges programmer, var jeg helt opslugt. Men sådan var jeg vist også den eneste på min alder, der havde det." | Citat |
|       | |       |

Han gik i 10. klasse på Helgenæs Naturefterskole. Herefter rejste han til Norge og gik på Fosen Folkehøjskole, som er en håndværks- og friluftshøjskole. Under sit ophold var han også i Lapland og arbejde som hyrde sammen med de indfødte samer. Efter højskolen tog han til Nordnorge, hovedsageligt Trøndelag og Nordland, og arbejdede på gård. Da han kom tilbage til Danmark begyndte han på Århus Akademi. Under sine studier boede han i en primitiv hytte på Mols. Mens han boede i hytten, formåede han at spare penge op af sin SU, idet hans største udgifter var til petroleum og transport til Aarhus. På sin vogntur efter HF-eksamen aftalte han at købe to heste af kusken. Han fik disse opstaldet på en gård i Revn ved Grenå. Han boede i en sovepose i laden i vinteren 2004-2005. Da ejeren af gården døde kort tid efter, købte Frank gården.

## Karriere
I 2006 medvirkede Frank Erichsen som gæst i programmet Friluftshaven og Frilandshaven, der blev sendt på DR. Redaktionschefen var på udkig efter ideer til nye programmer, og Frank foreslog at lave et program om en, der satte en gård i stand. Da Frank netop havde erhvervet sig en faldefærdig gård med henblik på at istandsætte den, besluttede man at lave et program om ham. Den første sæson blev optaget i 2007 og sendt på DR2 året efter. Da der ikke var et stort budget til programmet, blev én enkelt kameramand sendt ud på gården til Frank, der selv måtte stå for lys, lyd osv. Sæsonen bestod af i alt otte programmer, og det blev hurtigt en succes og opnåede seertal på omkring 200.000.
I 2011 blev Bonderøven, som følge af den store succes, flyttet til DR1. Her har programmet siden opnået et seertal på 700.000. Da de første tre sæsoner af Bonderøven udkom på dvd, blev det en stor succes, og var den tredjemest solgte tv-serie i 2011. Programmet er også blevet solgt til både Sverige, Norge og Finland. I Sverige er programmet blevet sendt i bedste sendetid på SVT1 under navnet Hundra procent bonde, og programmet havde 825.000 seere, da seertallet toppede. Op mod 40 % af alle dem, der så fjernsyn, mens programmet blev sendt, så Bonderøven. I Finland har han fået sin egen fanklub, og hans program var med på tidsskriftet Kotivinkkis liste over 101 vigtigste fænomener i 2012 som det eneste tv-program. Ligeledes har han opnået stor popularitet på sociale medier, og der er således mere end 100.000 personer, der følger ham på Facebook. I 2010 blev programmet kåret til "Det bedste public service-format" ved The Eurovision Forum i Schweiz. I 2011 var Bonderøven sæson 1-3 den tredjemest solgte tv-serie på IFPIs liste, og den tredje sæson alene lå som nummer 15. Erichsen blev kåret til Årets Knivbærer 2010 af Vendsyssel Knivmagerlaug den 8. maj 2010, da han meget ofte bruger sin opinelkniv i Bonderøven.
I forbindelse med Bonderøven har han været i Frankrig (flere gange), USA, Wales, Tanzania, på Svalbard og i Nepal. Der er pr. januar 2017 optaget 18 sæsoner af Bonderøven af varierende længde. Desuden er der blevet produceret et par specialprogrammer samt sammenklippede programmer med indslag fra flere sæsoner.
I 2010 medvirkede han i programmet Sådan er fædre på DR2. Han har også medvirket i Ugen med Clement (2010) og Søren Ryge præsenterer (2011).
I 2011 udgav han sin først bog, Det enkle liv, og den blev fulgt op af bogen Det enkle liv - flere skridt på vejen mod selvforsyning i 2013 Begge bøger handler om selvforsyning og indeholder råd og vejledning til forskellige aspekter af dette.
I 2012 medvirkede han i slægtsforskningsprogrammet Ved du hvem du er?, hvor han fandt ud af, at han har en forfader, der døde under 1. verdenskrig som tysk soldat, og at han langt ude er i familie med det svenske kongehus.
Den 21. december 2012 medvirkede Frank Erichsen som gæst i det direkte program Live fra Jordens undergang med Rasmus Botoft som vært. I 2013 blev programmet Bonderøven kommer til byen sendt på DR2. I programmet besøgte Erichsen forskellige former for havebrug og de folk, der dyrker dem rundt omkring i København. Han besøgte bl.a. en have på toppen af et hus, en villahave og en have i en offentlig park. I 2014 var han gæst i Aftenshowet.
I 2014 hjalp han med opførelsen af en kalkovn på Middelaldercentret ved Nykøbing Falster. Året efter vendte han tilbage og deltog i den første kalkbrænding. Samme år var han "bygningskonsulent" på Østre Gasværk Teater, hvor han hjalp med scenografien til musikforestillingen Hjælp søges, der skulle foregå på en forfalden bondegård. Stykket havde premiere 12. april og blev spillet frem til 7. juni.
I 2015 medvirkede han i et kort klip i Ørkenens Sønners show Een gang til for prins Knud i en sketch, hvor Ørkenens Sønner udklædt som personer fra Huset på Christianshavn er på vej til en højskole i Jylland og spørger en lokal om vej.
I 2016 blev det offentliggjort, at Erichsen havde købt en gård på tvangsauktion sammen med komikeren Simon Jul Jørgensen, hvor de tilbyder undervisning i selvforsyning og bæredygtighed. De to mødte hinanden på Folkemødet i 2014.
Erichsen er ambassadør for Den Gamle By i Aarhus. Han er også med i bestyrelsesen for Den Danske Naturfond. Han har også undervist på Grenaa Produktionsskole.
Han var konsulent på dramafilmen Før frosten (2019) på scener med landbrug.
Ved sæsonstarten den 4. maj 2021 skiftede programmet Bonderøven navn til Frank & Kastaniegaarden.

## Privatliv
Frank og Theresa lærte hinanden at kende, da en af Theresas veninder havde set Frank i Friluftshaven og mente, at Theresa ville kunne lide ham. Theresa fik efterfølgende kontakt med ham via programmets chat og sms.
I dag har parret to børn, en dreng født i 2008 og en pige født i 2010. Theresa er selvstændig illustrator og forfatter. Parret blev gift i 2012, uden at offentligheden fik det at vide. Erichsen afslørede det i radioprogrammet Café Hack, hvor han fortalte, at brylluppet ikke var planlagt særlig grundigt, men, at det mere var en impulsiv beslutning, tre dage inden han skulle af sted til Afrika med Bonderøven, ifald der skulle ske ham noget på turen. Brylluppet foregik på rådhuset, få timer før han tog til lufthavnen.
Siden han er blevet landskendt, har han oplevet, at flere kører forbi hans gård, stopper op og kigger ind, og sågar at folk er gået ind i hans have eller hus.
| Citat | "En af de negative ting ved at blive kendt er, at folk er begyndt at køre meget langsomt forbi vores hus, mens de hænger ud af vinduet, og tager billeder. Jeg er jo blevet en kendis-fænomen, og det er overhovedet ikke mig." | Citat |
|       | |       |

Mange har henvendt sig til redaktionen for Bonderøven for at få lov at besøge Kastaniegaarden, men dette bliver altid afvist, da antallet af personer, som har udvist interesse for det, ville betyde, at han havde dårlig tid til sine daglige gøremål.
Erichsen og redaktionen bag Bonderøven får også mange henvendelser fra folk, der vil donere gammelt værktøj eller landsbrugsmaskiner til ham. Mængden er dog blevet så stor, at de i stedet bliver opfordret til at tilbyde det til andre via DR's hjemmeside.
I 2010 kom det frem, at Erichsen lider af sygdommen diabetes type 1.
Som forbruger går han højt op i økologi og køber udelukkende økologiske produkter, ligesom han spiser efter årstiderne. Han køber størstedelen af sit tøj i genbrugsbutikker. Han er blevet udnævnt som en helt for antiforbrugere, fordi han forsøger at leve selvforsynende og bæredygtigt.
Erichsen er imod overproduktion, eksempelvis produktion af mælkepulver, der bliver eksporteret til Afrika, hvilket bevirker, at det ikke kan svare sig for lokale bønder at producere mælk.
Erichsen er, siden Bonderøven begyndte at blive sendt, blevet venner med Søren Ryge Petersen og har også medvirket i et enkelt af hans programmer.
I foråret 2017 afslørede Erichsen under et foredrag i Odense Congress Center, at Kastaniegaarden og hans selvforsyning ikke kunne løbe rundt uden lønnen fra DR, som han får for at lave Bonderøven. Se og Hør skrev fejlagtigt at han "kører Kastaniegaarden med stort underskud", hvilket Erichsen afviste i en e-mail til Ekstra Bladet, hvor han også skrev, at han bliver nødt til at tjene penge ved siden af sit arbejde på gården, da "som de fleste nok ved, kan man hverken dyrke forsikringer, skolepenge eller ejendomsskat i haven". Ifølge Se og Hør i 2015 får han 30.000 kr. for foredrag, hvoraf en del går til hans bookingbureau, Athenas, og hans bestyrelsespost i Den Danske Naturfond skulle ifølge bladet give ham 120.000 kr. i honorar om året. Erichsens løn fra DR er hemmelig.

## Kritik
Erichsen har oplevet, at seere har klaget, fordi de mener, at han ikke lever primitivt nok, og at han eksempelvis kan finde på at pløje med traktor og benytter computere. Erichsen selv har dog udtalt, at han "ikke ser det som et nederlag at handle ind", idet det ikke er alle produkter, han kan producere selv.

## Filmografi
- 2006 Frilandshaven
- 2008– Bonderøven
- 2010 Sådan er fædre
- 2012 Ved du hvem du er?
- 2012 Live fra Jordens undergang
- 2013 Bonderøven kommer til byen
- 2020- Giv os naturen tilbage